# Стівен Карл Пайфер

Прийом в посольстві США артистів учасників концерту з нагоди візиту президента США Білла Клінтона. На передньому плані: зліва направо Олег Левицький, Таїсія Повалій, Ані Лорак, Андрій Вінцерський. На задньому плані: (зліва на право) Мельник Андрій, Мирослав Левицький, Стівен Пайфер (посол США в Україні)

Стівен Карл Пайфер (англ. Steven Karl Pifer) (8 грудня 1953, Себастопол, Каліфорнія, США) — американський дипломат, 3-й Надзвичайний і повноважний посол США в Україні. Старший дослідник Інституту Брукінґса (Вашингтон, США)

## Життєпис
Народився 8 грудня 1953 в Себастополі, Каліфорнія, США. У 1976 закінчив Стенфордський університет.
З 1978 по 1980 — співробітник Посольства США в Польщі.
З 1980 по 1981 — працював у відділі Європи Державного департаменту США.
З 1981 по 1984 — працював у відділі з питань політики й безпеки в Європі Державного департаменту США.
З 1984 по 1985 — працював на посаді спеціального помічника посла Пола Нітце, спеціального радника президента та держсекретаря США з питань контролю за озброєннями.
З 1985 по 1988 — співробітник політвідділу посольства США в СРСР.
З 1988 по 1990 — заступник начальника відділу СРСР з питань багатосторонніх відносин і безпеки Державного департаменту США.
З 1990 по 1993 — заступник радника з політичних питань посольства США у Лондоні.
З 1993 по 1994 — заступник головного координатора з питань нових держав Держдепартаменту США.
З 1994 по 1996 — директор управління України, Росії та Євразії в Раді національної безпеки США.
З 1996 по 1997 — спеціальний помічник Президента США і головного директора з питань України, Росії та Євразії в Раді національної безпеки США.
З 08.01.1998 по 2000 — Надзвичайний і Повноважний Посол США в Києві.
З 2000 по 2004 — помічник заступника, помічник держсекретаря США з питань Європи та Євразії.

## Праці
- Steven Pifer (травень 2011). The Trilateral Proces: The United States, Ukraine, Russia and Nuclear Weapons (PDF). Arms Control. Brookings. с. 48.

## Нагороди
- орден «За заслуги» II ступеня (2008)[2]